# Lord Huron
 (транскр.  Лорд Хјурон) амерички је инди рок бенд ситуиран у Лос Анђелесу. Бенд је основао гитариста и главни певач бенда, Бен Шнајдер, и сачињавају га Марк Бари (бубњеви, ритмички инструменти), Мигел Брисењо (бас гитара, клавијатура, теремин) и Том Рено (гитара). Након неколико соло и самостално продуцираних EP-а, бенд је 2012. године објавио свој први албум Lonesome Dreams. Њихов четврти, најскорији албум, Long Lost, је објављен у мају 2021. године.
Lord Huron комбинује вестерн, фолк рок, рокенрол, поп и сурф рок жанрове заједно са саундтрек и њуејџ утицајима у својој дискографији.

## Историја

### Формирање бенда (2010—2011)
Бен Шнајдер је започео Lord Huron као соло пројекат 2010. године, самостално снимајући и објављујући EP-ове и постепено додајући чланове за наступе уживо. Име бенда је инспирисано језером Хјурон, које је Шнајдер често посећивао одрастајући.

### Lonesome Dreams(2012—2013)
Бендов први албум, Lonesome Dreams, је објављен 9. октобра 2012. године. Дебитовао је на петом месту на Билбордовој Heatseekers Albums листи.
Уз објаву албума, бенд је полако објавио и серију музичких видеа снимљених у стилу вестерна из седамдесетих година 20-тог века, за које је Шнајдер рекао да су кључне тачке за наратив албума. У интервјуу, Шнајдер је указао на утицај специфичног дела, Сабрана дела Билија Кида: Леворуке Песме.

### Strange Trails(2014—2017)
Lord Huron је свој други албум, Strange Trails, објавио 6. априла 2015. године у Уједињеном Краљевству и 7. априла 2015. године у САД. Албум се појавио на месту број 23 на Билбордовој 200 листи, месту број 1 на Folk Albums листи и на десетом месту на Top Album Sales листи, са 18 000 продатих копија.

### Vide Noir(2018—2020)
У јануару 2018. године, неколико кратких снимака са аудио записима на њиховим званичним сајтовима су довели до нагађања о скорој објави албума. Бендов трећи албум Vide Noir је званично био најављен за 20. април 2018. године.
Бенд је објавио први сингл са албума 26. јануара 2018. године, песму из два дела под насловом „Ancient Names“. Свој следећи сингл, „Wait by the River“, бенд је објавио 16. фебруара 2018. године.
На дан објаве албума, 20. априла 2018. године, Lord Huron је одржао званично извођење албума у Грaнд Репидсу, у Шнајдеровој родној савезној држави Мичиген.

### Long Lost(2021—данас)
У децембру 2020. године, бенд је најавио колекцију изведби за преносом уживо, под насловом Alive from Whispering Pines. Прва епизода је емитована 7. јануара 2020. године и садржала је клип претходно необјављеног материјала. Дан након емитовања друге епизоде серије Alive from Whispering Pines, 19. фебруара 2021. године, бенд је објавио нови сингл, „Not Dead Yet“.
Наслов албума, Long Lost, као и његов датум објаве, 21. мај 2021. године, је био наговештен на крају треће епизоде серије Alive from Whispering Pines.
Други сингл из албума, „Mine Forever“ је објављен 19. марта 2021. године, а 30. априла 2021. године је објављен трећи сингл из албума, „I Lied“, у сарадњи са америчком певачицом Алисон Понтијер.
Албум је објављен 21. маја 2021. године, уз већински позитивне критике.

## Чланови групе

### Садашњи чланови
- Бен Шнајдер — гитара, вокали, усна хармоника
- Марк Бари — бубњеви, удараљке, вокали
- Мигел Брисењо — бас гитара, клавијатуре, удараљке, теремин
- Том Рено — гитара, вокали

### Привремени чланови на турнејама
- Брандон Волтерс — гитара, вокали
- Мисти Бојс — клавијатуре, вокали

### Бивши чланови
- Питер Маури — гитара
- Брет Фаркас — гитара, вокали
- Карл Керфут — гитара, вокали
- Ен Вилијамсон — клавијатуре, вокали[17][18]

## Дискографија

### Студијски албуми
- (2012)
- (2015)
- (2018)
- (2021)

### издања
- EP (2010)
- (2010)
- (2012)